# Winterfylleth
Winterfylleth est un groupe britannique de black metal, originaire de Manchester. Depuis sa création en 2006, le groupe compte sept albums studio et est devenu un groupe populaire à la fois sur la scène underground anglaise et dans l'arène internationale du heavy metal. Winterfylleth se décrit lui-même comme un groupe de « English Heritage Black Metal » et est souvent considéré comme un « frère d'armes » musical avec un autre groupe anglais de black metal, Wodensthrone, en raison des thèmes lyriques et esthétiques qu'ils partagent,. Le groupe tire son nom du mot Winterfylleth en vieil anglais, qui se traduit en anglais moderne par Winter Full Moon et signifie l'arrivée de la première pleine lune de l'hiver.

## Histoire
Formé en 2006 et ayant sorti une démo (Rising of the Winter Full Moon) en 2007, Winterfylleth attire rapidement l'attention de l'underground heavy metal, ce qui leur vaut un contrat avec Profound Lore Records, sur lequel ils sortent leur premier album en 2008, The Ghost of Heritage, qui est bien accueilli par la critique et vaut au groupe une attention considérable sur la scène black metal anglaise. À la suite de cet album, Richard Brass (également membre de Wodensthrone) quitte le groupe et Chris Naughton et Simon Lucas sont rejoints par Nick Wallwork et Mark Wood, complétant ainsi le line-up qui restera en place jusqu'en 2015. Entre le premier et le deuxième album, des slogans suprémacistes sont découverts sur la page Myspace du bassiste. Le groupe est alors retiré de la programmation d'un festival à Manchester et le bassiste quitte le groupe. Winterfylleth se met alors à travailler sur son deuxième album, The Mercian Sphere, qui sort sur Candlelight Records en 2010. Une fois de plus, l'album est un succès critique (album du mois du magazine Terrorizer et vingtième meilleur album de 2010) et propulse le groupe sur la scène internationale.
Cette nouvelle reconnaissance a permis au groupe de faire des apparitions remarquées dans un certain nombre de festivals de metal de premier plan, notamment le Wacken Open Air, le Hellfest, le Graspop Metal Meeting et le Bloodstock Open Air. Winterfylleth sort son troisième album en 2012, The Threnody of Triumph, une fois de plus acclamé par la critique : il obtient à nouveau le titre d'album du mois et de 15e meilleur album de 2012 du magazine Terrorizer, est classé 12e meilleur album de 2012 par Kerrang! et fait partie du top 10 de nombreux contributeurs de Kerrang! cette année-là également.
En mars et avril 2013, Winterfylleth tourne avec Enslaved et assure la première partie de dix-sept concerts de leur tournée européenne Spring Rite, qui en comptait dix-huit. Plus tard dans l'année, le groupe retourne au Graspop Metal Meeting pour la deuxième année consécutive et fait peu après ses débuts au Summer Breeze Open Air. La première moitié de 2014 a vu deux sorties de Winterfylleth. Le premier, sorti en janvier, était un split EP sur vinyle avec le groupe ukrainien de black metal Drudkh intitulé Thousands of Moons Ago / The Gates qui présentait des reprises de groupes ayant influencé Winterfylleth et Drudkh. Le second, sorti en mai, est une compilation à laquelle Winterfylleth a participé, intitulée One And All, Together, For Home, comprenant des chansons folkloriques enregistrées par divers groupes de metal dont Primordial, Kampfar et, une fois de plus, Drudkh. En juillet 2014, Winterfylleth annonce qu'ils prévoyaient de sortir leur quatrième album, The Divination of Antiquity, en octobre 2014.
En 2015, ils reçoivent le prix du « meilleur groupe underground » aux Metal Hammer Golden Gods Awards. Le 2 août 2016, le groupe annonce la pochette et le titre de leur cinquième album, The Dark Hereafter. Le 4 août, ils confirment la date de sortie du 30 septembre. Ils sortent le titre Ensigns of Victory avant la sortie de l'album. Le groupe sort son sixième album intitulé The Hallowing of Heirdom le 6 avril 2018. Le groupe sort son septième album, The Reckoning Dawn, le 8 mai 2020. Metal Hammer le désigne comme le 28e meilleur album de metal de l'année 2020. Metal Hammer Germany a élu l'album comme le 1er album de black metal de l'année 2020.

## Discographie

### Albums studio
- 2008 : The Ghost of Heritage
- 2010 : The Mercian Sphere
- 2012 : The Threnody of Triumph
- 2014 : The Divination of Antiquity
- 2016 : The Dark Hereafter
- 2018 : The Hallowing of Heirdom
- 2020 : The Reckoning Dawn
- 2024 : The Imperious Horizon

### Démos
- 2007 : Rising of the Winter Full Moon

### Splits
- 2014 : Thousands of Moons Ago / The Gates (avec Drudkh)

### Singles
- 2018 : Latch to a Grave

### Compilations
- 2014 : One and All, Together, For Home

### Albums live
- 2019 : The Siege of Mercia; Live at Bloodstock 2017
- 2021 : Live at Bloodstock 2021; Live at Bloodstock Festival 2021